# シナール・マス
シナール・マス（Sinar Mas）は、インドネシアを中心に東南アジア一帯に広がる大財閥系企業グループ。業種は主に油脂、製紙および関連する不動産、農園など多岐にわたる。100以上もの企業の集合体となっており、シナール・マス・グループ（SMG）とも呼ばれる。中国名は、金光集団。

## 概要
1960年代、中国系インドネシア人のエカ・チプタ・ウィジャヤ（Eka Tjipta Widjaya、黄奕聡）がパーム油、パーム核油などを扱う企業として創業。以降、地域に広がる豊富な熱帯雨林の土地・資源を活かしてアブラヤシ農園、製紙業などへ事業を展開。瞬く間に、地域屈指の企業グループに成長した。各主要会社の社長など主要幹部は、創業家のウィジャヤ一族が就任しており同族経営体となっている 。2000年代の現在、グループの売り上げの中心は、国際的な製紙会社でシンガポールの法人、アジア・パルプ&ペーパー社(APP)によるもので、全体の約3割を占める。

## 事業展開への批判と対応
製紙業は、自社所有林から直接原料を供給するため高い国際競争力（世界の製紙業界の中で売上高19位）を誇るが、一方で、熱帯雨林を切り開く収奪的な原料調達手法は批判を受けることがある。こうした意見に会社側は、ユーカリやアカシアなどの植林と伐採を行うことで、持続可能な森林経営を行っていると反論している。一方、2000年代に入ると環境保護団体のグリーンピース (NGO)がシナール・マスが創業時から関わってきたパーム油、パーム核油の生産が、熱帯雨林の自然破壊で成り立っていると指摘し、世界規模の大企業への圧力を高めた。この結果、ユニリーバやクラフトフーヅ、ネスレなどが2010年3月までにシナール・マスからの原料調達を取りやめることを発表した。これに対し、シナール・マス側は、2010年2月に傘下企業のシナール・マス・アグロ・リソーシズ・アンド・テクノロジーズを通じて、環境に配慮し持続的生産を標榜するパーム油生産計画を発表し、持続可能なパーム油生産に関する円卓会議（RSPO）の指針に沿った農作業を開始する方針を明らかにしている。
日本の文具製造大手、キョクトウ・アソシエイツもグループ企業に名を連ねる。